# North American Football Union
North American Football Union (franska: Union Nord-Américaine de Football; spanska: Unión Norteamericana de Fútbol), mer känt under förkortningen NAFU, är ett nordamerikanskt regionalt fotbollsförbund för Kandas, Mexikos och USA:s fotbollsförbund. Nafu är en del av fotbollsförbundet Concacaf och har ingen organiserad struktur i kontrast till fotbollsförbunden Cfu och Uncaf. I Fifas exekutiva kommitté är en ledamot vald av Nafu som representeras via fotbollsfederationen Concacaf.

## Medlemsländer
Följande fotbollsförbund är medlemmar i Nafu:
- Kanada (dam ·  herr)
- Mexiko (dam ·  herr)
- USA (dam ·  herr)